# Shorea cordata
Shorea cordata är en tvåhjärtbladig växtart som beskrevs av Peter Shaw Ashton. Shorea cordata ingår i släktet Shorea och familjen Dipterocarpaceae. Inga underarter finns listade i Catalogue of Life.